# Сухој Су-8
Сухој Су-8/(ДДБШ)  (рус. Сухой Су-8/(ДДБШ)) је двомоторни, двоседи, тешко оклопљени јуришни бомбардер направљен у Совјетском Савезу. Авион је први пут полетео 1944. године, а развој је остао на нивоу прототипа.

## Пројектовање и развој
Половином 1941. године у бироу ОКБ Сухој је био завршен пројект оклопног јуришног бомбардера са два ваздухом хлађена радијална мотора М-71, који је могао да понесе 1.000 kg наоружања, са брзином од 500 km/h при земљи и 600 km/h на висини од 6.000 m, време пењања на 5.000 m за 7,5 минута долет му се кретао од 1.000 до 1.500 km у зависности од оптерећења. Авион је био намењен нападима на непријатељске јединице на већим удаљеностима, на комуникације у позадини непријатеља као и за подршку властитим јединицама на већим удаљеностима од аеродрома. Пројект је прихваћен и добио је назив ДДБШ (рус. Двухмоторный двухместный бронированный штурмовик) (двомоторни двоседи оклопни јуришни авион) изградња три прототипа је почела у мају месецу 1942. године, један прототип је био намењен статичком испитивању а два за летна тестирања. У току израде прототипова дошло је до дислоцирања фабрике авиона због ратне опасности па се све активности везане за то одужиле. У току израде прототипова и њиховоог тестирања вршена су отклањање грешака, пажљиво су анализирани захтеви фронта па је вршена замена мотора (М-71Ф) и топовског наоружања (калибар повећан на 45 mm) тако да је на крају авион испао бољи него што је то било предвиђено тактичко техничким условима.

### Технички опис
Тешки јуришни бомбардер Су-8 је био двомоторни двоседи конзолни нискокрилац мешовите конструкције. Покретала су га два радијална (звездаста) ваздухом хлађена мотора Шведсов М-71Ф снаге до 1.640 kW. Мотори су били постављени на нападним ивицама крила и били су опремљени трокраком металним елисама променљивог корака. Пилот је седео у затвореном кокпиту који се налазио у кљуну авиона. Иза леђа пилота у истој пространој кабини је седео задњи стрелац који је у исто време био и навигатор. Труп авиона је облог попречног пресека који се сужавао идући ка репу авиона. Посада, мотори, хладњаци и резервоари горива су били заштићени дебелим оклопом који је истовремено и био део носеће структуре авиона. Поред тога у циљу спречавања пожара резервоари су се пунили инертним гасом да не би гориво дошло у контакт са ваздухом. Конструкција трупа иза крила авиона је била од дрвета појачана челичним профилима. Крила су била трапезастог облика са кружним завршетком крајева. Нападна ивица крила је била коса. Облога крила авиона је била од равног Ал-лима и шпера. Конструкција структуре трупа (полу монокок) изведена од дрвета и метала, а конструкција крила је била изведена комбинацијом дрвета, челика и дуралуминијума. Класични стајни трап је био увлачећи, предње ноге је у току лета увлачио у гондоле иза мотора авиона, а испод репног дела авиона је био постављен такође увлачећи мањи точак, као трећа ослона тачка авиона. Авион је имао удвојено репно вертикално пераје потпуно металне конструкције. Од наоружања авион је био опремљен са четири топа Нуделман 37/45mm смештених у кљуну авиона, са 8 митраљеза ШКАС 7,62mm по четири смештена у сваком крилу авиона, један митраљез такође ШКАС 7,62mm се налазио испод трупа авиона а један митраљез УБТ 12,7 mm се налазио у окретној куполи задњег стрелца. Испод сваког крила, авион је имао по пет подвесних носача на које су могле да се прикаче бомбе или балистичке ракете а у трупу је могао да понесе 600 kg бомби.

## Наоружање
| Наоружање авиона: Сухој Су-8 (ДДБШ) |                                       |
| Ватрено (стрељачко) наоружање       |                                       |
| Топ                                 |                                       |
| Број и ознака топа                  | 4 х Н-37 Нуделман / 4 х Н-45 Нуделман |
| Калибар                             | 37 / 45                               |
| Митраљез                            |                                       |
| Број и ознака митраљеза             | 9 х ШКАС, 7,62mm; 1 х УБТ 12,7          |
| Број метака                         | укупна тежина муниције 232            |
| Калибар                             | 9 х 7,62mm и 1 х 12,7                   |
| Бомбардерско наоружање (бомбе)      |                                       |
| Укупна маса                         | 1.400                                 |
| Број тачака за подвешавање          | 6 до 10                               |
| Ракетно наоружање (ракете)          |                                       |
| Број и ознака ракета                | 6 х ПЦ-83 или 6 х ПОФС-132            |

## Оперативно коришћење
Иако је авиона Сухој Су-8 успешно завршио сва испитивања и фабричка и државна и био добро оцењен, није ушао у серијску производњу пошто се сматрало да доста јефтинији и једноставнији једномоторни авион Иљушин Ил-2 добро обавља задатке јуришног бомбардера, а пошто је у то време фронт већ стигао од граница Немачке, није се хтело експериментисати увођењем новог бомбардера.

## Земље које су користиле овај авион
| - СССР |